# 石田勝之
石田 勝之（いしだ かつゆき、1955年1月30日 - ）は、日本の政治家、政治学者。日本大学国際関係学部・大学院国際関係研究科教授、同特任教授。
内閣府副大臣（野田内閣・野田第1次改造内閣・野田第2次改造内閣）、衆議院財務金融委員長、衆議院議員（4期）、改革クラブ幹事長、埼玉県議会議員（2期）等を務めた。

## 来歴
埼玉県北足立郡鳩ヶ谷町（後に鳩ヶ谷市を経て、現：川口市）生まれ。日本大学豊山高等学校、日本大学法学部卒業。大学卒業後、鳩山邦夫衆議院議員の秘書を務め、その後稲村利幸衆議院議員の秘書に転じる。1987年、埼玉県議会議員選挙に出馬し、初当選した。県議は1993年まで2期6年務め、県議時代は自由民主党に所属していた。
1993年7月の第40回衆議院議員総選挙に旧埼玉1区（定数4）から無所属で出馬し、公示後に結党したばかりの新党さきがけから公認を受け、当選した。なお旧埼玉1区はこの選挙で定数が3から4へ増加したが、新党さきがけの石田、日本新党の今井宏の新人2候補が当選したのに対し、前職の浜田卓二郎（自民）、和田静夫（社会）が入れ替わるように落選した。
1994年、自民・社会・さきがけ3党が、羽田内閣の総辞職に伴い、日本社会党委員長の村山富市を首班指名選挙で擁立する方針を決定したのに対し、石田はこれに反発。新生党や公明党、民社党、日本新党ほか旧連立与党の後押しを受け、自民党を離党して立候補した海部俊樹元首相に投票した。村山内閣発足に際して新党さきがけを離党して海部を党首に結党された自由改革連合に加わり、新進党結党に参加した。1996年10月の第41回衆議院議員総選挙では埼玉2区から新進党公認で出馬し、自民党新人の新藤義孝らを破り、再選。
1997年、新進党解党により小沢辰男が率いる改革クラブに入党し、党幹事長に起用される。2000年6月の第42回衆議院議員総選挙に改革クラブ公認（公明党推薦）で出馬するが、与党間の候補者調整が不調に終わり、自民党の新藤も埼玉2区から出馬した。約3千票の僅差で石田は新藤に敗れ、比例復活もならず落選した。落選後の2002年、改革クラブの解党により民主党に入党。
2003年11月の第43回衆議院議員総選挙では民主党公認で埼玉2区から出馬し、前回敗れた新藤を比例復活すら許さない2万票超の差をつけて破り、3選。しかし、2005年9月の第44回衆議院議員総選挙では再び新藤に敗れ、比例復活もならず落選した。2009年8月の第45回衆議院議員総選挙では埼玉2区で新藤を破り国政に復帰したが、新藤に比例復活を許した。
2010年、衆議院財務金融委員長に就任。2011年9月、野田内閣で内閣府副大臣（国家戦略、社会保障・税一体改革、経済財政政策、沖縄・北方対策、国際平和協力本部等の担当）、野田第2次改造内閣まで務める。2012年12月の第46回衆議院議員総選挙では民主党公認（国民新党推薦）で埼玉2区から出馬したが、自民党の新藤、みんなの党新人の松本佳和の後塵を拝し、得票数3位で落選。その後、政界引退を表明した。2014年4月より日本大学国際関係学部・同大学院国際関係研究科教授。民主党は2014年12月の第47回衆議院議員総選挙では石田の後継候補を擁立できずに終わったが、2015年には埼玉県議会議員の菅克己を支部長とし、次期衆院選公認候補に内定した。2021年4月より日本大学国際関係学部・同大学院国際関係研究科特任教授。

## 人物
趣味は剣道で、段位は3段。